# Ana de Lusinhão
Ana de Lusinhão, também conhecida como Ana de Chipre (Nicósia, 24 de setembro de 1416 — Genebra, 11 de novembro de 1462) foi princesa de Chipre por nascimento e duquesa consorte de Saboia pelo seu casamento com Luís, Duque de Saboia.

## Família
Ana foi a primeira filha e quinta criança nascida do rei Januário de Chipre e de Carlota de Bourbon-La Marche, sua segunda esposa. Os seus avós paternos eram o rei Jaime I de Chipre e Helvis de Brunsvique-Grubenhagen. Os seus avós maternos eram João I de Bourbon, conde de La Marche e Catarina de Vendôme, suo jure condessa de Vendôme e Castres.
Ela teve cinco irmãos: Jaime; o rei João II de Chipre; dois gêmeos, e Maria, noiva de Filipe de Bourbon, senhor de Beajeu.
Ela também teve três meio-irmãos ilegítimos por parte de pai: Aloísio, Grande comandante da Ordem Soberana e Militar de Malta; Guido, legitimado pelo Papa em 1428, e Catarina, esposa de Galceran Suárez.

## Biografia
Em 9 de agosto de 1431, aos 14 anos, a princesa Ana tornou-se noiva de Amadeu de Saboia, príncipe de Piemonte, filho de Amadeu VIII, Duque de Saboia e de Maria de Borgonha. Porém, ele morreu poucos dias depois, em 17 de agosto.
Em 12 de fevereiro de 1434, aos 17 anos, Ana casou-se com, Luís, príncipe de Piemonte, de 20 anos, em Chambéry. Luís era irmão de Amadeu, sendo ele um outro filho de Amadeu VIII e de Maria.
Alguns meses depois, em 7 de novembro, Luís tornou-se o novo duque de Saboia.
O duque deixou a cargo de Ana a administração do ducado, escolhendo se dedicar a poesia. A duquesa organizava várias festas em homenagem aos senhores do Chipre. Ela decorava castelos, organizava festivais, além de oferecer presentes aos convidados. O custo destas regalias, porém, casou muitos protestos por parte dos camponeses e nobres do condado de Vaud.
Para aliviar alguns de seus débitos, ela arranjou um casamento vantajoso para sua filha, Carlota, que casou-se com o futuro rei Luís XI de França.
Em 1452, Ana comprou o Sudário de Turim de Joana de Charny em troca do Castelo de Varambon.
Ana e Luís tiveram dezenove filhos.
A duquesa faleceu no dia 11 de novembro de 1462, aos 46 anos de idade. 
Viúvo, Luís não casou-se novamente, e morreu no dia 29 de janeiro de 1465.

## Descendência
- Amadeu IX, Duque de Saboia (1 de fevereiro de 1435 – 30 de março de 1472), sucessor do pai. Foi marido da princesa Iolanda da França, com quem teve dez filhos;
- Luís do Chipre (5 de junho de 1436 – 16 de julho de 1482), foi conde de Genebra. Sua primeira esposa foi Anabela, princesa da Escócia, e pelo seu segundo casamento com a rainha do Chipre, Carlota de Lusinhão, foi jure uxoris rei do Chipre. Teve apenas um filho que morreu jovem;
- Maria de Saboia (março de 1437 – 1/2 de dezembro 1437);
- João de Saboia (m. 1440);
- Filipe II, Duque de Saboia (5 de fevereiro de 1438 – 7 de novembro de 1497), foi primeiro marido de Margarida de Bourbon e depois de Claudina de Brosse. Teve descendência;
- Margarida de Saboia (1439 – 9 de março de 1482), seu primeiro marido foi o marquês João IV de Monferrato, e depois foi casada com Pedro II de Luxemburgo, conde de Saint-Pol. Teve descendência;
- Pedro de Saboia (1440 – 21 de outubro de 1458), bispo de Genebra em 1451, e arcebispo de Tarentasia;
- Januário de Saboia (8 de setembro de 1440 – 22 de dezembro de 1491), conde de Faucigny e governador geral de Nice. Sua primeira esposa foi Helena de Luxemburgo, com quem teve um filho, e sua segunda esposa foi Madalena de Brosse;
- Carlota de Saboia (11 de novembro de 1441 – 1 de dezembro de 1483), foi rainha da França como esposa de Luís XI de França. Teve descendência;
- Aimão de Saboia (antes de 1 de novembro de 1442 – março de 1443);
- Jaime de Saboia (m. 20 de junho de 1445);
- Inês de Saboia (1445 – 15 de março de 1508), foi esposa de Francisco de Orleães, conde de Dunois e de Longueville, com quem teve quatro filhos;
- João Luís de Saboia (16 de fevereiro de 1447 – 11 de junho de 1482), bispo de Genebra em 1460;
- Maria de Saboia (20 de março de 1448 – 1475), foi a segunda esposa de Luís de Luxemburgo, Conde de Saint-Pol, com quem teve três filhos;
- Bona de Saboia (agosto de 1449 – 1 de novembro de 1485), foi a segunda esposa de Galeácio Maria Sforza, duque de Milão, com quem teve quatro filhos;
- Jaime de Saboia (12 de novembro de 1450 – 30 de janeiro de 1486), conde de Romont e de Vaud. Foi marido de sua sobrinha, Maria de Luxemburgo, Condessa de Saint-Pol, com quem teve uma filha;
- Ana de Saboia (setembro de 1452 – 1 de outubro de 1452);
- Francisco de Saboia (1454 – 3 de outubro de 1490), arcebispo de Auch em 1483 e bispo de Genebra, em 1484. Teve um filho ilegítimo;
- Joana de Saboia.